# Canton de La Chapelle-d'Angillon
Le canton de La Chapelle-d'Angillon est une ancienne division administrative française située dans le département du Cher.

## Géographie
Ce canton du Cher-Nord est organisé autour de La Chapelle-d'Angillon dans l'arrondissement de Vierzon. Son altitude varie de 137 m (Presly) à 355 m (Ivoy-le-Pré) pour une altitude moyenne de 233 m.

## Représentation

### Conseillers généraux de 1833 à 2015
| Période           | Période      | Identité                                              | Étiquette                     | Qualité |
| ----------------- | ------------ | ----------------------------------------------------- | ----------------------------- | --- |
| 1833              | 1839         | Baron Léon Cordier de Launay de Montreuil (1809-1878) |                               | Propriétaire, maire d' Yvoy-le-Pré |
| 1839              | 1852         | Léonce Louis Melchior Marquis de Vogüé                | Monarchiste                   | Militaire puis propriétaire des fonderies d'Yvoyet et de Mazières Représentant du peuple (1848-1849, 1850-1851) Député (1871-1876), propriétaire à Oizon Propriétaire, conseiller municipal d'Yvoy-le-Pré |
| 1852              | 1882 (décès) | Etienne Henry des Tureaux                             | Républicain                   | Médecin, maire de Méry-ès-Bois, conseiller d'arrondissement |
| 1882              | 1901         | Etienne Henry des Tureaux (fils du précédent)         | Droite                        | Propriétaire à Méry-ès-Bois |
| 1901              | 1907         | Alexis Brunat                                         | Rad.                          | Maire de Presly, conseiller d'arrondissement |
| 1907              | 1913         | Louis Brunat (fils du précédent)                      | Rad.                          | Propriétaire à Presly |
| 1913              | 1925         | René Chevalier Vicomte d'Almont                       | Conservateur                  | Propriétaire à Moison Maire d'Ivoy-le-Pré |
| 1925              | 1940         | Pierre Blaisse (1895-1961)                            | PRS puis SFIO                 | Géomètre-architecte Maire de Méry-ès-Bois |
|                   |              |                                                       |                               | |
| 1945              | 1961 (décès) | Pierre Blaisse                                        | SFIO (démissionnaire en 1959) | Maire de Méry-ès-Bois Président du Conseil Général (1945-1951) |
| 10 septembre 1961 | 1979         | Amédée Lureau (1896-1981)                             | DVD                           | Général de brigade Maire de La Chapelle-d'Angillon |
| 1979              | 1985         | Etienne de Saporta (1940-1992)                        | UDF-CDS                       | Expert forestier, exploitant agricole Maire d'Ivoy-le-Pré |
| 1985              | 2004         | Pierre Heuclin                                        | DVD                           | Médecin généraliste Maire de La Chapelle-d'Angillon |
| 2004              | 2015         | David Dallois                                         | PLD                           | Cadre Maire d'Ivoy-le-Pré |

### Conseillers d'arrondissement (de 1833 à 1940)
Le canton de La Chapelle-d'Angillon faisait partie de l'arrondissement de Sancerre jusqu'à sa disparition en 1926.
| Période                                  | Période      | Identité                                              | Étiquette                         | Qualité |
| ---------------------------------------- | ------------ | ----------------------------------------------------- | --------------------------------- | --- |
| 1833                                     | 1839         | René Léon Rossignol de Laronde (1796-1853)            |                                   | Propriétaire à Ennordres, adjoint au maire de Bourges                                                       |
| 1839                                     | 1845         | M. Foucher-Moison                                     |                                   | Juge de paix à La Chapelle-d'Angillon                                                                       |
| 1845                                     | 1848         | Baron Léon Cordier de Launay de Montreuil (1809-1878) |                                   | Propriétaire à La Chapelle-d'Angillon et à Ivoy-le-Pré, ancien conseiller général                           |
| 1848                                     | 1852         | Étienne Henry des Tureaux                             |                                   | Médecin, Méry-ès-Bois                                                                                       |
| 1852                                     | 1871         | Paul Rossignol de Laronde                             |                                   | Propriétaire à Ennordres                                                                                    |
|                                          |              |                                                       |                                   | |
|                                          | 1893 (décès) | Léopold Dejoulx                                       |                                   | Propriétaire à Presly                                                                                       |
| 1893                                     | 1901         | Alexis Brunat                                         | Rad.                              | Maire de Presly                                                                                             |
| 1901                                     | 1908 (décès) | Pierre Lacord                                         | Rad.                              | Brigadier forestier en retraite, Méry-ès-Bois                                                               |
| 1908                                     | 1919         | Louis Berthelot                                       | Rad.                              | Négociant, maire d'Ivoy-le-Pré                                                                              |
| 1919                                     | 1928         | Charles Sainmont                                      | RG-Parti républicain démocratique | Avoué à Bourges                                                                                             |
| 1928                                     | 1940         | Maurice Toussaint                                     | Rad.                              | Adjoint au maire d'Ivoy-le-Pré                                                                              |
| 1940                                     |              |                                                       |                                   | Les conseils d'arrondissement ont été suspendus par la loi du 12 octobre 1940 et n'ont jamais été réactivés |
| Les données manquantes sont à compléter. |              |                                                       |                                   | |

## Composition
Le canton de La Chapelle-d'Angillon groupe 5 communes et compte 2 617 habitants (recensement de 1999 sans doubles comptes).
| Communes               | Population (2012) | Code postal | Code Insee |
| ---------------------- | ----------------- | ----------- | ---------- |
| La Chapelle-d'Angillon | 667               | 18380       | 18047      |
| Ennordres              | 249               | 18380       | 18088      |
| Ivoy-le-Pré            | 857               | 18380       | 18115      |
| Méry-ès-Bois           | 616               | 18380       | 18149      |
| Presly                 | 228               | 18380       | 18185      |

## Démographie
| 1962  | 1968  | 1975  | 1982  | 1990  | 1999  | 2006  | 2011  | 2012  |
| ----- | ----- | ----- | ----- | ----- | ----- | ----- | ----- | ----- |
| 3 607 | 3 314 | 2 916 | 3 162 | 2 599 | 2 617 | 2 586 | 2 613 | 2 573 |